# Чипенс, Гунар Игнатьевич
Гунар Игнатьевич Чипенс (латыш. Gunārs Čipēns; 8 февраля 1933, Рига — 29 апреля 2014, там же) — советский и латвийский химик-органик, академик АН Латвийской ССР (1982).
Окончил Латвийский университет (1958).
Работал в Институте органического синтеза АН Латвийской ССР: инженер, младший и старший научный сотрудник (1958—1964), начальник лаборатории аминокислот и пептидов (1964—1982), директор (1976—1982), руководитель группы молекулярной иммунологии (1982—1996), ведущий научный сотрудник (с 1996). С 2002 года эмеритированный ученый.
Диссертации:
- Исследования в ряду аминотриазолов и ациламидогуанидинов: Автореферат дис. на соискание ученой степени кандидата химических наук / Акад. наук Латв. ССР. Отд-ние хим. и геол. наук. — Рига : [б. и.], 1963. — 24 с.; 20 см.
- Синтез и исследование структурной и функциональной организации некоторых пептидных гормонов и кининов : диссертация … доктора химических наук : 02.00.10. — Рига, 1973. — 307 с. : ил.

Автор 490 научных публикаций, в том числе 7 монографий.
Основные направления научных исследований — структурно-функциональная организация пептидов и белков, механизмы переноса информации на молекулярном уровне, иммунорегуляция.
Разработал теорию сигнатур и создал принципиально новый класс циклических аналогов линейных пептидов с высокой активностью и селективностью действия. Разработал модель третьей системы биорегуляции организма посредством олигопептидов — продуктов ограниченного протеолиза белков. Описал ряд новых пептидных иммунорегуляторов. Организовал первый в Советском Союзе промышленный выпуск лекарственных препаратов на базе пептидов.
Государственная премия СССР (1981) — за исследование, разработку методов синтетического получения и организацию производства пептидных биорегуляторов. Государственная премия Латвийской ССР (1976). Лауреат медали Гринделя (2001).
Академик АН Латвийской ССР (1982), член-корреспондент с 1975 г.
Сочинения:
- Модифицированные аминокислоты и пептиды на их основе / Г. И. Чипенс, В. А. Славинская, А. К. Страутиня [и др.]; ред. Г. И. Чипенс ; АН ЛатвССР, Ин-т орган. синтеза. — Рига : Зинатне, 1987. — 278 с. Библиогр.: с. 218—268. — Предм. указ.: с. 269—276
- Новые биологически активные фрагменты иммуноглобулинов / Г. Чипенс; Ин-т орган. синтеза АН ЛатвССР. — Препр. — Рига : ИОС, 1988. — 59 с. : ил.; 20 см.
- Конформации пептидных биорегуляторов / Г. В. Никифорович, С. Г. Галактионов, Г. И. Чипенс. — М. : Медицина, 1983. — 191 с. : ил.; 20 см. — (Фундам. науки — медицине).
- Нейрогипофизарные гормоны / О. С. Пажуевич, Г. И. Чипенс, С. В. Михайлова; АН ЛатвССР, Ин-т орган. синтеза. — Рига : Зинатне, 1986. — 279,[3] с. : ил.; 22 см.
- Структура и функции низкомолекулярных пептидов / Г. И. Чипенс, Л. К. Полевая, Н. И. Веретенникова, А. Ю. Крикис. — Рига : Зинатне, 1980. — 327 с. : ил.; 20 см.
- Структурные основы действия пептидных и белковых иммунорегуляторов / [Г. И. Чипенс, Н. И. Веретенникова, Р. Э. Вегнер и др.]; Под ред. Г. И. Чипенса; Латв. АН, Ин-т орган. синтеза. — Рига : Зинатне, 1990. — 322,[3] с. : ил.; 22 см; ISBN 5-7966-0234-9
- Структура и действие ингибиторов цинксодержащих ферментов — кининазы II и энкефалиназы / [Г. И. Чипенс, В. А. Славинская, А. К. Страутиня и др.]; Под ред. Г. И. Чипенса; Латв. АН, Ин-т орган. синтеза. — Рига : Зинатне, 1990. — 238 с.; 22 см; ISBN 5-7966-0509-7
- Модифицированные аминокислоты и пептиды на их основе / [Г. И. Чипенс, В. А. Славинская, А. К. Страутиня и др.]; Под ред. Г. И. Чипенса; АН ЛатвССР, Ин-т орган. синтеза. — Рига : Зинатне, 1987. — 278 с.; 22 см.